# Хшанув
Хша́нув (пол. Chrzanów) — місто в південній Польщі.
Адміністративний центр Хшанівського повіту Малопольського воєводства.

## Демографія
Демографічна структура станом на 31 березня 2011 року:
|          | Загалом | Допрацездатний вік | Працездатний вік | Постпрацездатний вік |
| -------- | ------- | ------------------ | ---------------- | -------------------- |
| Чоловіки | 18557   | 3103               | 13133            | 2321                 |
| Жінки    | 20272   | 3021               | 12150            | 5101                 |
| Разом    | 38829   | 6124               | 25283            | 7422                 |

## Відомі люди
- Баб'як Григорій
- Генріка Бейер (1782—1855) — польська художниця.

## Міста-побратими Хшанува
- Івано-Франківськ (Станисла́вів), Україна
- Арн (Harnes), Франція
- Ніекладхаза (Nyékládháza), Угорщина

## Ресурси інтернет
- Chrzanovia Patria Parva [Архівовано 3 січня 2012 у Wayback Machine.]

| Польща | Це незавершена стаття з географії Польщі. Ви можете допомогти проєкту, виправивши або дописавши її. |